# Signalling Connection Control Part
Signalling Connection Control Part (SCCP) ist eine in Telekommunikationsnetzen wie dem Telefonnetz im Rahmen des Signalling System 7 (abgekürzt SS7) eingesetzte Vermittlungsschicht. Sie dient im Signalisierungsnetz dem Routing, der Fehlerkorrektur und Flusskontrolle und setzt im Rahmen des OSI-Schichtenmodell auf dem Message Transfer Part (MTP) Ebene 3 auf (MTP Level 3, MTP-3).
Die ursprünglichen Spezifikationen von SCCP wurden für den Festnetzbereich von der ITU-T im Rahmen der Normen Q.711, Q.714 und Q.715 festgelegt. Daneben bestehen zusätzliche regionale Erweiterungen, wie in Europa von dem Europäischen Institut für Telekommunikationsnormen (ETSI) publizierte ETSI EN 300-009-1 und in den USA von dem American National Standards Institute (ANSI) die Norm T1.112. Ferner bestehen Erweiterungen wie das Generic Signalling Transport Service, welches SCCP über das Internet Protocol (IP) ermöglicht und die Verbindung zur IP-Telefonie herstellt. Es ist in der Norm Q.2150.0 festgelegt.

## Routing
Eine wesentliche Funktion von SCCP ist ein über MTP-3 hinausgehendes Routing. SCCP bietet dazu verschiedene Möglichkeiten, die unter den Fachbegriffen wie Point Code (PC), Subsystem Number (SSN) oder Global Title (GT) zusammengefasst sind.
Ein Point Code adressiert im SS7 einen bestimmten Netzwerkknoten, während Subsystem Number eine bestimmte Anwendung an dem betreffenden Netzwerkknoten referenziert. Global Title dient dazu, um global die Point Codes für die Vermittlung zu ermitteln. Die Nachrichten von SCCP bestehen aus verschiedenen Parametern (Indikatoren) wie dem Address Indicator, Global Title Indicator und dem Routing Indicator.

## Protokollklassen
SCCP ist zur Aufgabentrennung in unterschiedliche Protokollklassen unterteilt:
- Klasse 0: Verbindungsloser Basisdienst, (englisch Basic connectionless): Längere Nachrichten können geteilt werden. Für die korrekte Zusammensetzung dieser Teile sind dann höhere Schichten verantwortlich
- Klasse 1: Verbindungsloser Dienst mit Folgenummern, (englisch Sequenced connectionless): Diese Nummer (SLS-Code) ist 4 oder 8 Bit lang (ITU-T oder ANSI Standard). Zusammengehörige Nachrichten verwenden den gleichen SLS-Code. Werden mehrere Verbindungen (linkset) für eine Nachricht benutzt, so unterscheidet sich die Folgenummer in den niederwertigsten Bits.
- Klasse 2: Verbindungsorientierter Basisdienst, (englisch Basic connection-oriented): Die Signalisierungsverbindung muss auf- und abgebaut werden.
- Klasse 3: Verbindungsorientierter Basisdienst mit Flusskontrolle, (englisch Flow control connection oriented).
- Klasse 4: Verbindungsorientierte Fehlerkorrektur mit Flusskontrolle, (englisch Error recovery and flow control connection oriented).